# Sounds of Silence
Sounds of Silence es el segundo álbum de Simon & Garfunkel publicado el 17 de enero de 1966. El nombre del álbum viene de su primer éxito "The Sound of Silence", anteriormente publicado en el álbum Wednesday Morning, 3 A.M.
El productor es Bob Johnston, la discográfica Columbia Records.
El tema The Sounds of Silence se publicó en Wednesday Morning, 3 A.M., pero el álbum no tuvo éxito y la canción pasó desapercibida, hasta que se empezó a escuchar en varias radios y fue tomando popularidad. Tom Wilson, quien había producido el primer álbum del dúo, produjo una nueva versión de la canción, a la que agregó guitarras eléctricas, bajo y batería, y la publicó como sencillo. No tardó mucho tiempo en ser número uno en Billboard y Cash Box.
Tras este imprevisto, Simon y Garfunkel se pusieron a trabajar en un nuevo álbum, que llevaría el nombre de aquella canción que les salvó del anonimato, y así fue como se creó Sounds of Silence, que obtuvo un éxito rotundo. El álbum ha vendido hasta la actualidad, más de cinco millones de copias. Su movimiento era lento y se utilizó guitarra acústica, instrumentos de teclado, bajo, batería y algunos violines de fondo.

## Artistas
- Paul Simon: voz, Guitarra acústica
- Art Garfunkel: voz
- Overdubs para The Sounds of silence:
  - Al Gorgoni: Guitarra eléctrica
  - Vinnie Bell: Guitarra eléctrica
  - Joe Mack: Bajo eléctrico
  - Bobby Gregg: Batería
- Resto de temas:
  - Fred Carter, Jr.: Guitarra eléctrica
  - Larry Knechtel: Teclados (Órgano Hammond, Clave, Piano eléctrico)
  - Glen Campbell: Guitarra
  - Joe South: Guitarra
  - Joe Osborn: Bajo
  - Hal Blaine: Batería, Percusión.
  - Hay Vientos-metales y violines de músicos de sesión no referenciados

## Lista de canciones
1. The Sounds of Silence (Simon) (3:08)  (enlace roto disponible en Internet Archive; véase el historial, la primera versión y la última).
2. Leaves That are Green (Simon) (2:20)  (enlace roto disponible en Internet Archive; véase el historial, la primera versión y la última).
3. Blessed (Simon) (3:13)  (enlace roto disponible en Internet Archive; véase el historial, la primera versión y la última).
4. Kathy's Song (Simon) (3:17)  (enlace roto disponible en Internet Archive; véase el historial, la primera versión y la última).
5. Somewhere They Can't Find Me (Simon) (2:34)  (enlace roto disponible en Internet Archive; véase el historial, la primera versión y la última).
6. Anji (Graham) (2:13)  (enlace roto disponible en Internet Archive; véase el historial, la primera versión y la última).
7. Richard Cory (Simon) (2:54)  (enlace roto disponible en Internet Archive; véase el historial, la primera versión y la última).
8. A Most Peculiar Man (Simon) (2:29)  (enlace roto disponible en Internet Archive; véase el historial, la primera versión y la última).
9. April Come She Will (Simon) (1:48)  (enlace roto disponible en Internet Archive; véase el historial, la primera versión y la última).
10. We've Got a Groovey Thing Goin' (Simon) (1:56)  (enlace roto disponible en Internet Archive; véase el historial, la primera versión y la última).
11. I Am a Rock (Simon) (2:49)  (enlace roto disponible en Internet Archive; véase el historial, la primera versión y la última).

- Datos: Q768587